# Parigi-Camembert 1991
La Parigi-Camembert 1991, cinquantaduesima edizione della corsa e valida come evento del circuito UCI categoria 1.3, si svolse il 2 aprile 1991, per un percorso totale di 205 km. Fu vinta dal danese Brian Holm, al traguardo con il tempo di 5h50'02" alla media di 35,140 km/h.

## Ordine d'arrivo (Top 10)
| Pos. | Corridore           | Squadra       | Tempo    |
| ---- | ------------------- | ------------- | -------- |
| 1    | Brian Holm          | Histor-Sigma  | 5h50'02" |
| 2    | Olaf Lurvik         | Toshiba       | a 1"     |
| 3    | Jesús Blanco Villar | Lotus-Festina | s.t.     |
| 4    | Bruno Cornillet     | Z             |          |
| 5    | Andreas Kappes      | Histor-Sigma  |          |
| 6    | Mario De Clercq     | Buckler       |          |
| 7    | Laurent Jalabert    | Toshiba       |          |
| 8    | Frédéric Moncassin  | Castorama     |          |
| 9    | Falk Boden          | PDM           |          |
| 10   | Sammie Moreels      | Lotto         |          |